# Marsa Alam
Marsa Alam (arabiska: مرسى علم) är en stad i guvernementet Al-Bahr al-Ahmar i sydöstra Egypten cirka 65 mil söder om Kairo. Staden ligger utefter Egyptens fastlandskust nära kräftans vändkrets, där Saharaöknen möter Röda Havet. Folkmängden uppgår till cirka 5 000 invånare.
Marsa Alam är mest känt för sina stränder samt bad och dyk. Det är vanligt att se havssköldpaddor vid dyk men inte lika vanligt med marina arter såsom havsormar, krokodilfiskar och åttaarmade bläckfiskar.
Sedan Marsa Alams internationella flygplats öppnade 2003 har turisterna blivit fler.

## Klimat
Trots att staden ligger över 200 km norr om den tropiska zonen så åtnjuter Marsa Alam ett torrt tropiskt klimat, med stabilare temperaturer än andra platser norrut såsom Sharm el Sheikh och Hurghada. Vanliga dagstemperaturer under januari är 22-26 °C och i augusti 33-40 °C. Havstemperaturen varierar mellan i genomsnitt 22 °C i februari/mars och 29 °C i augusti.
Normala temperaturer och nederbörd i Marsa Alam:
|                                            | Jan | Feb | Mar | Apr | Maj | Jun | Jul | Aug | Sep | Okt | Nov | Dec |
| ------------------------------------------ | --- | --- | --- | --- | --- | --- | --- | --- | --- | --- | --- | --- |
| Normaldygnets maximitemperaturs medelvärde | 22  | 23  | 27  | 30  | 33  | 35  | 36  | 36  | 34  | 33  | 29  | 24  |
| Normaldygnets minimitemperaturs medelvärde | 12  | 13  | 15  | 19  | 23  | 24  | 25  | 26  | 25  | 22  | 18  | 13  |
|                                            |     |     |     |     |     |     |     |     |     |     |     |     |
| Nederbörd                                  | 0   | 1   | 1   | 1   | 0   | 0   | 0   | 0   | 0   | 1   | 1   | 1   |

| Diagram | temperaturer i °C • månadsnederbörd i mm | temperaturer i °C • månadsnederbörd i mm | temperaturer i °C • månadsnederbörd i mm | temperaturer i °C • månadsnederbörd i mm | temperaturer i °C • månadsnederbörd i mm | temperaturer i °C • månadsnederbörd i mm | temperaturer i °C • månadsnederbörd i mm | temperaturer i °C • månadsnederbörd i mm | temperaturer i °C • månadsnederbörd i mm | temperaturer i °C • månadsnederbörd i mm | temperaturer i °C • månadsnederbörd i mm | temperaturer i °C • månadsnederbörd i mm |
|         | 0 22 12                                  | 1 23 13                                  | 1 27 15                                  | 1 30 19                                  | 0 33 23                                  | 0 35 24                                  | 0 36 25                                  | 0 36 26                                  | 0 34 25                                  | 1 33 22                                  | 1 29 18                                  | 1 24 13                                  |

| Jan         | Feb         | Mar         | Apr         | Maj         | Jun         | Jul         | Aug         | Sep         | Okt         | Nov         | Dec         |
| ----------- | ----------- | ----------- | ----------- | ----------- | ----------- | ----------- | ----------- | ----------- | ----------- | ----------- | ----------- |
| 23 °C 73 °F | 22 °C 72 °F | 22 °C 72 °F | 23 °C 73 °F | 25 °C 77 °F | 27 °C 81 °F | 28 °C 82 °F | 29 °C 84 °F | 28 °C 82 °F | 27 °C 81 °F | 26 °C 79 °F | 24 °C 75 °F |

## Geografi

### Andra städer inom samma latitud
- Miami, USA (Florida)
- Dubai, Förenade Arabemiraten
- Nassau, Bahamas
- Taipei, Kina (Taiwan)